# Jaroslav Suchánek
Jaroslav Suchánek (* 19. června 1936 Sobotka) je bývalý český sportovní novinář, redaktor, moderátor, komentátor a spisovatel.

## Život
Svoji kariéru začal v roce 1962 v Československém rozhlase, také pracoval ve sportovní rubrice deníku Svobodné slovo a později přešel do Československé televize, kde pracoval 25 let.
V ní se věnoval především lyžování, cyklistice a gymnastice. Ve své knize uvádí, že komentoval bezmála čtyři tisíce hodin různých sportovních přenosů. Komentoval a moderoval také některé dětské sportovní i znalostní soutěže vysílané Československou televizí v rámci programů určených pro školy, děti a mládež.
Až do roku 2024 spolupracoval při vystoupeních např. s režisérem Zdeňkem Troškou a se zpěváky Yvettou Simonovou a Richardem Adamem a dalšími. V Salmovské literární kavárně v Praze uváděl svůj pravidelný pořad Vikýř.
Jeho synem je moderátor a herec Michal Suchánek.

## Sportovní akce
- Olympijské hry v Grenoblu, Sapporu, Innsbrucku, Sarajevu, Moskvě a Soulu
- Intersportturné (19 ročníků skokanského závodu)
- Závod míru (15 ročníků)

## Publikace
Mimo sportovní články v různých denících a časopisech napsal několik scénářů (Milión schodů do nebe o skokanovi na lyžích Jiřím Raškovi), redakčně se podílel na knize Václava Žilky Jak se dělá muzikant. Dále napsal knihy:
- Odvrácená tvář sportu (2006)
- 1500 sportovních tragédií (2001)

## Filmografie
- Přineste si židli aneb Svratka suchou nohou (1978)
- Pánská jízda (1983)
- Muž přes palubu (1983)
- Postavení mimo hru (1979)
- Dáma na kolejích (1966)
- Kočky neberem (1966)